# Collège Calvin
Il Collège Calvin, fondato nel 1559 con il nome di Collège de Genève, è una scuola superiore svizzera di Ginevra. 
Oggi è la scuola più antica del paese.
A differenza di Basilea, dove nel 1460, prima della Riforma, fu fondata la prima università svizzera, Giovanni Calvin decise cento anni dopo di fondare un collegio indipendente senza status universitario, che avrebbe richiesto l'approvazione del Papa a Roma, ma che gettò le basi per quello che oggi è il più antico liceo della Svizzera.

## Storia
Avendo aderito alla Riforma protestante, il 21 maggio 1536, i ginevrini decisrero di riorganizzare l'insegnamento e di renderlo obbligatorio e gratuito. Ispirato dall'esempio delle scuole francesi fondate dai Fratelli della vita comune e dall'ideale umanistico incarnato da Johannes Sturm di Strasburgo, fondatore del prestigioso Jean Sturm Gymnasium a Strasburgo, e dal suo antico maestro Mathurin Cordier, Giovanni Calvino ritenne necessario trasformare l'istituzione. Così il 29 maggio 1559 furono promulgate le Leges Academiae Genevensis ("Ordinamento del collegio di Ginevra")) che diedero alla città una scuola secondaria, ma anche l'Università di Ginevra. L'istituto, diretto da Théodore de Bèze, conobbe allora un rapido successo e raggiunse il numero di duemila allievi nel 1566, due anni dopo la morte di Calvino, quando Ginevra non contava che quindicimila abitanti.
Fino all'Ottocento il programma scolastico rimase pressoché invariato. Si dovette attendere il Settecento perché gli studi si aprissero alle scienze sperimentali. Immutato durante l'occupazione napoleonica, il programma scolastico iniziò a registrare mutamenti sensibili solo a partire dagli anni trenta dell'Ottocento, quando fu introdotto l'insegnamento delle lingue moderne e furono abolite le punizioni corporali.
Con l'introduzione delle classi miste nel 1969, l'antico Collegio di Ginevra prese il nome di collège Calvin e l'antica scuola superiore femminile quello di collège Voltaire.

## Bibliografia

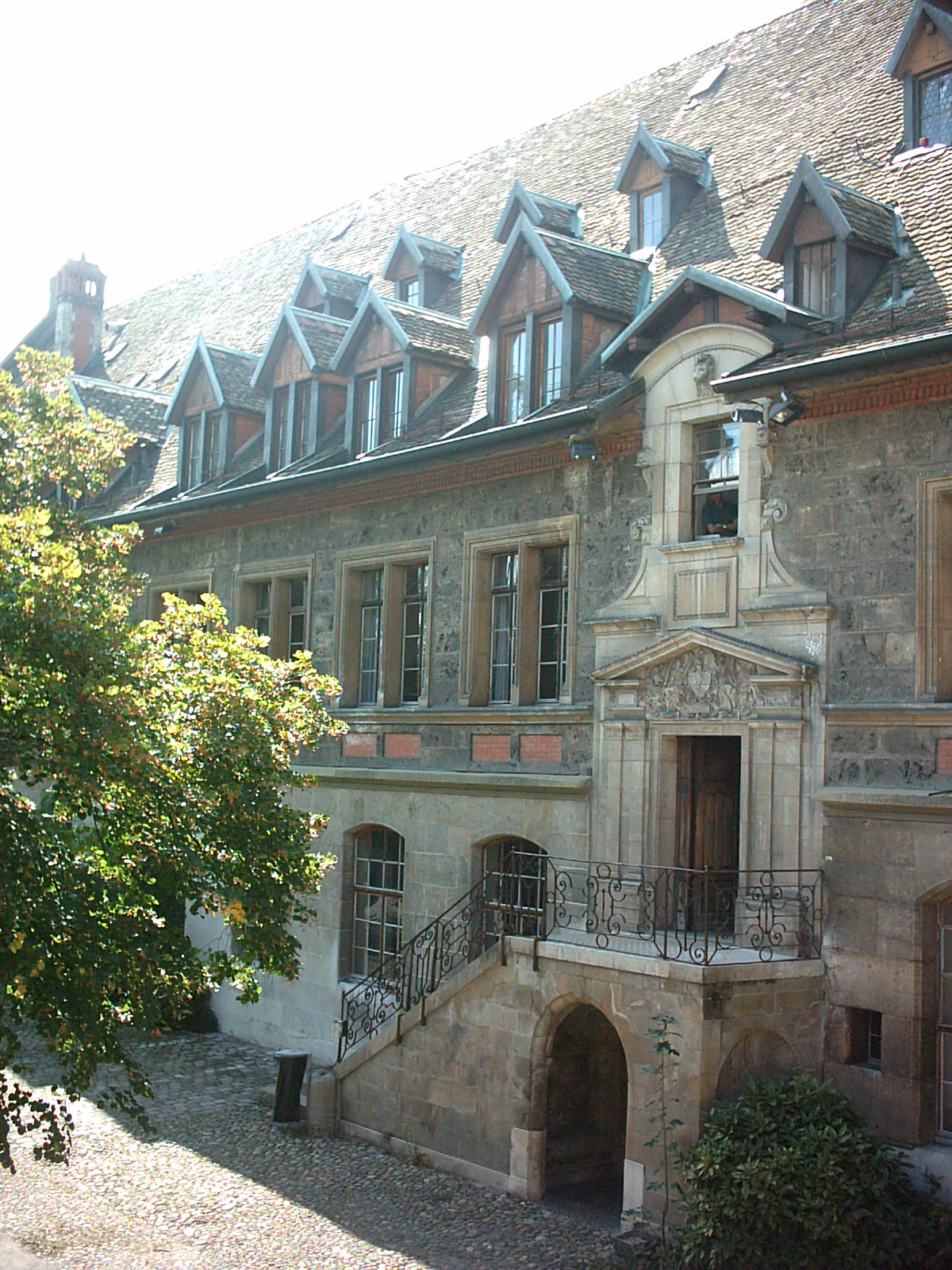
Facciata dell'ala meridionale